# Kelly O'Sullivan
Pour les articles homonymes, voir O'Sullivan et Sullivan.
Kelly O'Sullivan, née en 1983 ou 1984 à Little Rock (Arkansas), est une réalisatrice, scénariste, actrice et productrice américaine.
Elle a écrit le scénario du film Saint Frances (en) (2019) dans lequel elle a joué et qui a remporté le Prix du public et le Prix spécial du jury au SXSW Film Festival 2019.

## Biographie
Kelly O'Sullivan naît et grandit à Little Rock, en Arkansas. Sa mère est comptable et son père travaille dans l'assurance maladie,. Elle est élevée dans la religion catholique irlandaise et fréquente l'école Immaculée Conception jusqu'en huitième année,.
O'Sullivan a toujours voulu être actrice et, soutenue par ses parents cinéphiles, elle joue dans des pièces de théâtre pour enfants dès l'âge de cinq ans. Elle étudie le théâtre à la Northwestern University et est également une ancienne élève de la Steppenwolf Theatre Company's School (en) à Chicago.
Inspirée par Greta Gerwig, la réalisatrice de Lady Bird, O'Sullivan écrit Saint Frances (en) en se basant sur les expériences qu'elle a vécues alors qu'elle travaillait comme nounou pour soutenir sa carrière d'actrice en difficulté dans la vingtaine et un avortement qu'elle a eu au début de la trentaine. Elle commence à travailler sur le scénario en janvier 2018, avec l'intention déjà que le film soit réalisé par son partenaire Alex Thompson. Elle écrit les rôles des parents lesbiens dans le film pour les acteurs Lily Mojekwu et Charin Alvarez.
Le projet suivant d'O'Sullivan, co-réalisé avec Thompson, porte sur une amitié entre filles du lycée.

## Vie privée
O'Sullivan est en couple avec le réalisateur Alex Thompson. Elle s'identifie comme une féministe agnostique. Elle a déclaré que son film préféré était Abbott et Costello Meet Frankenstein (1948).

## Filmographie

### Films
- 2011 : In Memoriam : Kelly
- 2015 : Sleep With Me : Rachel
- 2015 : Henry Gamble's Birthday Party (en) de Stephen Cone : Candice Noble
- 2016 : Jessica : Pam
- 2017 : Ladies' Night : Kelly (court métrage ; scénariste, producteur exécutif, coréalisatrice avec Carly Olson)
- 2018 : Not Welcome : Penelope
- 2018 : Olympia : Becca
- 2019 : Saint Frances (en) : Bridget (scénariste, producteur exécutif)
- 2022 : Rounding : Dr Kayla Matthews[9]
- 2022 : Cha Cha Real Smooth : Bella[10]
- 2023 : The Graduates (en) : Vicki
- 2024 : Ghostlight (scénariste, coréalisatrice)

### Télévision
| Année     | Titre             | Rôle                       | Remarques                    |
| --------- | ----------------- | -------------------------- | ---------------------------- |
| 2012      | Battleground (en) | Sarah                      | 4 épisodes                   |
| 2012      | Mob Doctor        | Annabelle Hanson           | 1 épisode                    |
| 2014-2015 | Sirens            | Valentina 'Voodoo' Dunacci | Rôle récurrent (22 épisodes) |
| 2015      | The History of Us | Katie                      | Téléfilm                     |

## Récompenses et distinctions
- (en) Kelly O'Sullivan: Awards, sur l'Internet Movie Database